# مزرعه منصور جرجانی
مزرعه منصور جرجانی روستایی در دهستان مزرعه جنوبی بخش وشمگیر شهرستان آق‌قلا استان گلستان ایران است.
مردم این روستابه زبان بلوچی تکلم دارند.
نماینده وشورای این روستا جمعه درویش نارویی می‌باشد… این روستا در شرق در فاصله ۴ کیلومتری روستای چن سولی قرار دارد.

## جمعیت
بر پایه سرشماری عمومی نفوس و مسکن در سال ۱۳۹۵ جمعیت این مکان ۱۳۱ نفر (۳۵خانوار) بوده‌است.